# ノルウェーの国旗
ノルウェーの国旗 (ノルウェー語 (ブークモール): Norges flagg、ノルウェー語 (ニーノシュク): Norske flagget)は、赤地に白の縁取りがなされたインディゴブルーのスカンディナヴィア十字が描かれた旗。

?現在の国旗（縦横比2:3の別タイプ）

## 歴史
最初期のノルウェーの旗がどのようなものであったか、確かなものはない。それは、古代ノルウェーにおいて、"国"が旗を掲げることがなかったためである。ただし、特に戦争において王や君主は旗を掲げていた。オーラヴ2世は、Battle of Nesjarにおいて、白地に大蛇の描かれたマークを用いていた。これ以前にも、カラスやドラゴンの描かれたものが使用された。マグヌス1世は、オーラヴ2世と同じマークを使用している。ハーラル3世はカラスの旗を使用した。この旗は、9世紀から11世紀にかけて、様々なヴァイキングの首領や、スカンディナヴィアの君主も使用していた。インゲ1世は、金地に赤い獅子の描かれた旗を使用した。スヴェレ・シグルツソンは、赤地もしくは金地に鷲の描かれた旗を使用した。ノルウェーの国旗として語られることのある最初期の著名な旗は、現在ノルウェーの王室旗として使用されている。この旗は、エイリーク2世が1280年から使用した旗で、赤地に斧を持った金色の獅子が描かれている。これ以降、この旗はノルウェーの国旗および王室旗として常時使用されるようになる。
この旗は、ノルウェーの国章を基に作成され、元々はノルウェーの君主のみが使用するための旗であった。その後、17世紀から18世紀に段階的に使用を取りやめるまで、ノルウェーの船舶や要塞でも掲げられるようになった。もっとも初期にこの旗が描かれたのは、1318年のインゲビョルグ公爵夫人の印章で用いられている。1500年頃、船舶の国籍を特定するために、船舶の所属する国の旗を掲げるようになった。赤地に金色の獅子と銀のほこやりが描かれた旗は、1669年から1670年頃からデンマークの旗本でノルウェーの旗として描かれるようになった。遅くとも1698年には、獅子が用いられた旗は、アーケシュフース城で掲げられていた。この"ノルウェーの獅子"が、1641年には全ノルウェー連隊で軍旗として使用されるようになった。1748年になると、デンマークの国旗が唯一の適法な商船旗であるとされた。
16世紀頃から1814年まで、ノルウェーは同君連合を組んだデンマーク（デンマーク＝ノルウェー）と同じ国旗を用いるようになった。1814年にノルウェーが独立すると、ノルウェーはデンマークの国旗のカントンの部分に"ノルウェーの獅子"が描かれた旗を国旗として採用した。この旗は、国旗としては1815年まで、商船旗としては1821年まで使用された。1814年終わりごろに、ノルウェーは隣国スウェーデンとの同君連合を組む（スウェーデン＝ノルウェー）。そして1815年3月7日、同君連合の軍旗として、元々のスウェーデン軍旗のカントンの部分に、赤地に白のサルタイアーが追加して描かれたものが採用された。1818年には、商船旗においても、この軍旗（三ツ尾燕尾型）を長方形にカットしたものを、遠方の海で使用するようになった。
現在のノルウェー国旗は、1821年にノルウェー議会の議員であったフレドリック・メルツァーによってデザインされた。この旗を国旗とする法案は、同年5月11日と5月16日にノルウェー議会両院をそれぞれ通過した。しかしながら、同君連合の王・カール14世ヨハンは同法案への署名を拒否した。しかしながら、スウェーデン＝ノルウェー中央政府は同年6月13日にこの旗を市民旗として使用することを承認した。1814年の組織は、明確に連合王国の軍旗をユニオンフラッグとして使うと述べていた。このため、この一般的な旗（元のスウェーデン旗のカントンの部分に、赤地に白のサルタイアーが追加して描かれた旗）が両国の軍で1844年まで使用された。
1838年まで、ノルウェーの旗は北の海のみで使用された。ノルウェーは、北アフリカの海域で活動していたバルバリア海賊との間で約定を結んでいなかったため、ノルウェー船舶は防衛のためにスウェーデンの旗を掲げていた。1844年、ノルウェーとスウェーデン両国の国旗を組み合わせた連合王国の記章が制定された。この記章は、冗談的に軽蔑的に「Sildesalaten」（ニシンのサラダの意）と呼ばれた。これは、寄せ集めの色とノルウェー、スウェーデン両国で朝食の食卓に並ぶ一般的な料理に似ているためであった。しかしながら、この旗はスウェーデンとノルウェー両国が対等であることをはっきりと示す旗であったため、当初、この記章はノルウェーではポピュラーであった。しかしスウェーデン側ではさほど受け入れられず、1898年には、ノルウェー議会はこの連合王国の記章を国旗と商船旗から削除する法案を可決した。しかし、当時のスウェーデン＝ノルウェーの王・オスカル2世は、この法案を却下した。しかし、この法案がノルウェー議会で計3回可決されると、施行されることとなった。連合王国の記章が外された"純粋な"旗は、1899年に最初に掲げられた。しかしながら、軍旗においては連合王国の記章が残された。連合王国が解消され、ノルウェーが独立すると、軍旗からも連合王国の記章は削除された。ノルウェー側は1905年6月9日に記章が外されたが、スウェーデン側では1905年11月1日になって記章が外された。

## 国旗に関する法律
1898年に制定されたノルウェー国旗に関する法律は、商船旗と国旗の見た目と、それらが商船や郵便船、税関でどのように使用するかについて明記していた。1927年に旗に関する規制が定まった。この規制では、国家機関や国家の祝日における旗の使用方法について、より詳細に述べられている。
この旗の規制では、旗をいつ掲げ、いつ降ろすべきかについても述べられていた。その定めの中では、3月から10月の間は、旗は8時から、11月から2月の間は9時から掲げるべきだとされた。同じく、旗は日の入りと同時に降ろし、仮に日の入りしていなくとも21時には降ろすべきだとされた。またノルウェー北部の県、ヌールラン県、トロムス県、フィンマルク県においては、11月から2月の間は、旗は10時から15時の間、掲げられた。これらのルールは、個人的な旗の使用に関しては制限していなかったが、一般的には全ての一般市民がこの決まりを遵守していた。
また、適切な旗の取り扱いや、旗を地面につけないことなどのルールが書かれており、これらに加えて明記はされていないものの、ウエストよりも下に国旗をつけるべきではないというルールもあった。

## 法的な定め

市民用旗の規定
政府や軍用旗の規定

国旗の縦横比は、8:11(16:22)である。国旗の色の比は、縦が6:1:2:1:6（赤:白:青:白:赤）、横が6:1:2:1:12（赤:白:青:白:赤）である。政府旗は、縦横比が16:27、旗の色と燕尾の部分の比が縦は6:1:2:1:6（赤:白:青:白:赤）、横が6:1:2:1:6:11（赤:白:青:白:赤（通常）:赤（燕尾部））である。
パントンにおいては、赤はPMS 200、青はPMS 281である。RGBにおけるおおよその値は、#BA0C2F（赤）、 #00205B（青）である。

## 旗に関する文化

### 国旗掲揚および国旗降納時の音楽
式典などでノルウェー国旗を掲揚する際は、Bugle callとファンファーレ、またはノルウェーの国歌（我らこの国を愛す）を演奏する。民間の式典で使用する場合のルールは特に決められていない。ノルウェー軍は、国旗を掲揚または降納する際はBugle callを使用するように統一されている。これは、『flaggappell』として知られている（参考:Bugle calls of the Norwegian Army）。

### 国旗掲揚および国旗降納時の規範
一般的な国旗の取り扱いだけでなく、ノルウェーの法では、他の主権国家の旗もノルウェー国旗と同じく敬意をもって扱うことを規定している。
一般市民や非制服の公務員については、国旗を取り扱う際に行わなければならない正式な手振りは存在しない。しかし、一般的には、国旗の掲揚・降納時において、一般市民も旗に向って起立し静粛にして、敬意を持った態度で臨むべきであるとされる。男性の場合は、帽子を取るべきでるともされる。
制服を着た政府の全職員については、国旗掲揚・降納時は、ノルウェー軍と同じ規範に基づいた行動をとる。その規範には、国旗の掲揚・降納を見る、もしくはBugle callを聞く際は、可能ならば現在の作業を一時中断し、職員は旗柱に正対しなければならない。
もし、軍人が編隊中におらず、制服の帽子をかぶっている場合、必ず敬礼をしなければならない。もし編隊中にいるか、所定の制服の帽子をかぶっていないのであれば、ラッパの音が鳴り続けている間注意を向けて立つか、もし国旗の掲揚・降納が見えるのであれば、旗が旗柱の上に登りきるか、中央にあるか、もしくは旗の2/3がフラッグ・パーティーの手に収まるまで見なければならない。

### 旗の畳み方
旗の折り畳みの英米系の風習とは異なり、ノルウェーの風習では旗は降納後、丸めて円筒型にして止める。
このように丸める際は、2つの長辺を合わせるように縦長に畳む。次に縦の白と青のストライプを隠すように180度に折って半分に畳む。最終的に折りたたまれた旗は、幅が1/4になり、赤い筒状に円筒型に巻き上げる。
もし旗に縄が取り付けられている場合、それを旗に巻き付け単純な引き結びで止める。この単純な引き結びの使用は、1人で旗を掲げるときに許されている。

### 任務における旗
国際的な任務において、ノルウェー軍は、自身の存在を主張し士気を高めるため、ノルウェー国旗を夜中であってもスポットライトを当てて、掲げ続ける。
この文化は第二次世界大戦において、イギリス、アメリカ合衆国、スウェーデン、カナダにおける多くのノルウェー軍の基地で、小さなサイズの旗を掲げたことに由来する。これは、最後に勝利を得るまで昼夜問わず敵と戦うことを象徴するために行われた。

### 旗の不敬
軍の規則は、ノルウェーの旗を地面に触れさせてはならないということが明記されている。この禁止規則は、この行為が旗に対する不敬であり、降伏を示すことでもあるために定められている。
もし、この厳格なルールが破られている場合、部隊の指揮官は旗が侮辱されているかどうかを判断しなければならない。もし、指揮官が侮辱されていると判断した場合、彼は旗をいくつかの部分に分割しなければならない。さらにその分割したものを、次に旗を掲揚する前に練兵場で燃やさなければならない。

## 象徴的意義
フレドリック・メルツァーは、自身の国旗案を1821年5月4日に議会で他の数多くの国旗案とともに展示するために提出した。この後の2週間の内に、メルツァーの国旗案は、ノルウェー両院で賛成を受けた。メルツァー自身は、このデザインと色についての説明を書き残してはいない。しかしながら、メルツァーは議会に提出する前の4月30日に書かれた手紙の中で書かれた国旗委員会からの提案に関するコメントの中で、彼の意図を暗示している。このデザインは、赤と白の4つに分かれていた。メルツァーはこの色遣いに反対した。それは、その色遣いがデンマークの国旗に類似しすぎているためであった。彼は、"他の国と共にあったり、関係があるような"のいずれ国の色を選ぶことも同様にふさわしくないと付け加えた。その代わりに、彼は赤、白、青の三色旗を推奨した。｢三色は今、かつてのフランスの三色旗や、今でも使用されているドイツの旗やアメリカの旗、そしてイギリスのユニオンフラッグのように、自由を象徴する。｣
メルツァーが数日後に下した、スカンディナヴィア十字を用いるという最終的な選択は、他の北欧諸国（デンマークとスウェーデン）によって確立された伝統を基にしていた。この十字は、キリスト教と表しているとされる。この赤と青の色遣いは、新旧の連合王国を組んでいた2か国のものをはっきりと参照していた。これは、これらの色を示した、地元の国旗の会議に参加した全員、新聞紙上、議会ではっきりと理解されていた。当時使われていた、数世紀にわたるデンマークとの連合や国旗を経験した人々の間では、赤い旗に多くの支持者が多くいた。他方、デンマークを圧制者としてみる人々の間では、新しく連合を組むスウェーデン王家と関係のある青色が好意的に受け入れられた。この結果、提案された他の多くの旗は、提案した人々の政治的な姿勢を反映するように、赤か青が支配的な色となっていた。

## 歴史的な旗

?過去のノルウェー王国で使用された旗、ノルウェーの獅子が描かれている
?カルマル同盟の旗 (1397-1523)
?デンマーク＝ノルウェーの旗 (1814年まで)
?デンマーク＝ノルウェーの軍用旗(1814年まで)
?デンマーク＝ノルウェー軍艦旗(1814年まで)
?ノルウェー旗 (1814-1821). フィニステレ岬以北でのみノルウェー船舶が使用
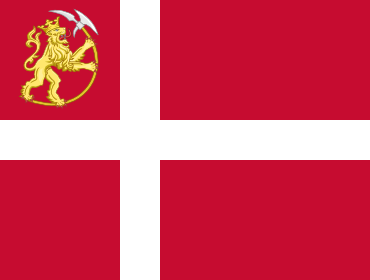
?ノルウェー旗 (別の仕様、1814-1821). フィニステレ岬以北でのみノルウェー船舶が使用
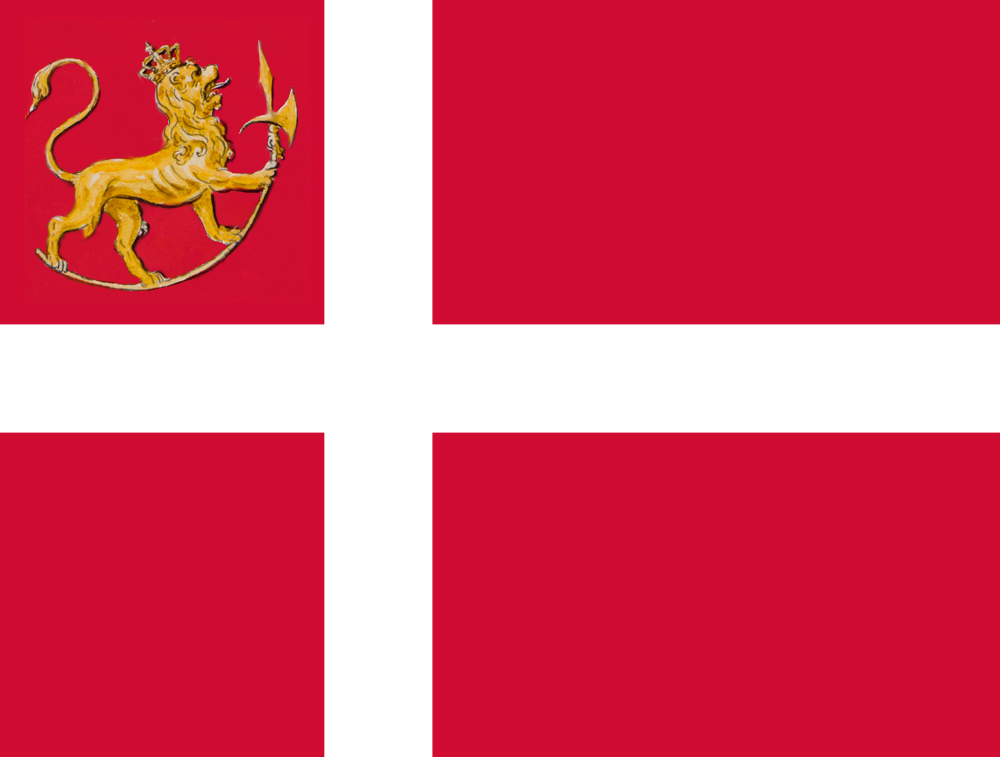
?ノルウェー旗 (別の仕様、1814-1821). フィニステレ岬以北でのみノルウェー船舶が使用
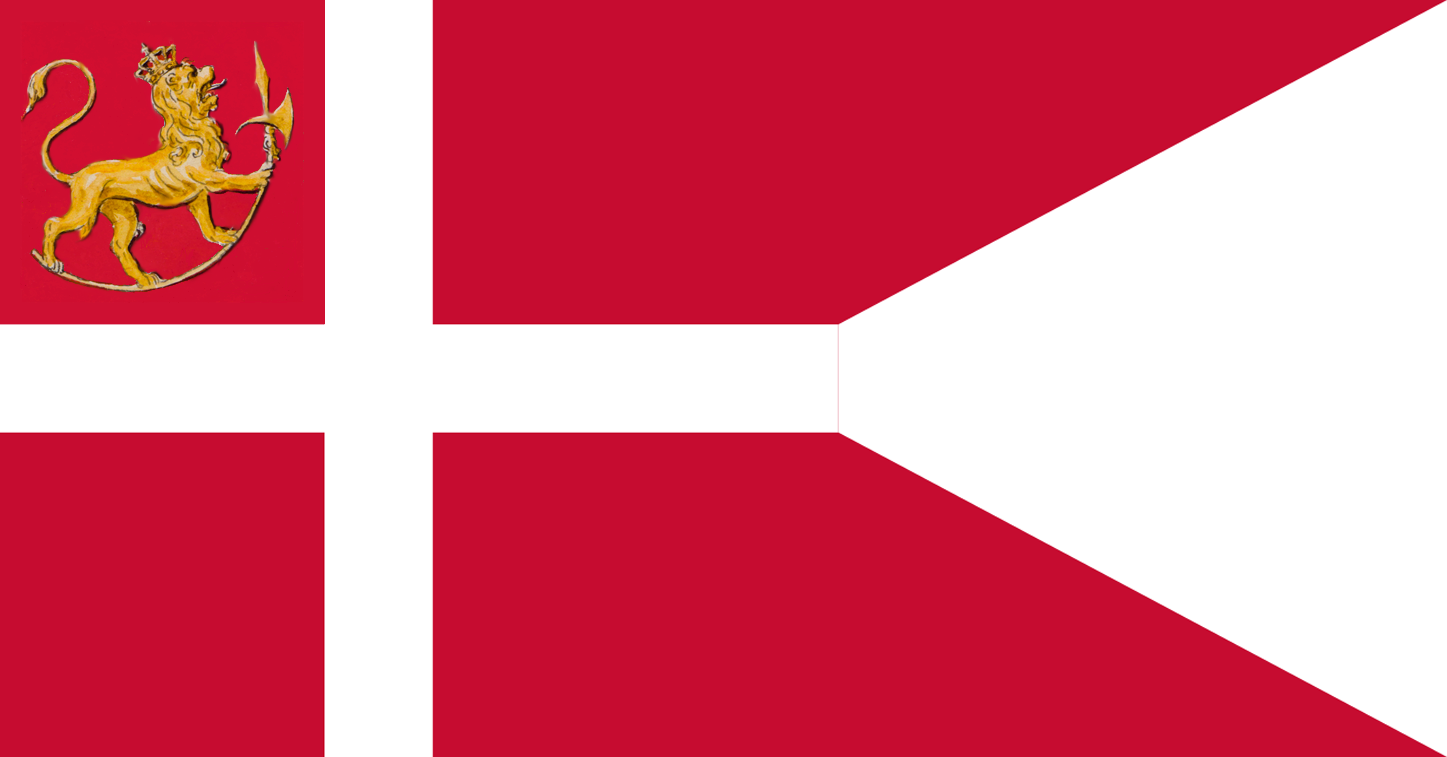
?ノルウェー軍用旗 (1814-1821)
?フィニステレ岬以南でノルウェー船舶が使用 (1815-1818)、1821年までは任意で使用可能だった
?フィニステレ岬以南でノルウェー船舶が使用 (1818-1844)。1821年よりスウェーデン船舶も、フィニステレ岬以南で使用する
?ノルウェーの旗 (1821-1844). 1838年まではフィニステレ岬以北でのみ、ノルウェー船舶が使用
?ノルウェーの旗 (1844-1899)
?ノルウェーの軍艦旗 (1844-1905)
?ナチス・ドイツ占領下のノルウェー国旗(1940-1945)